# 裁判 (ゲーム・オブ・スローンズ)
『裁判』はHBO(日本ではスター・チャンネルが放送)のファンタジー・ドラマ・シリーズである『ゲーム・オブ・スローンズ』の第4章『戦乱の嵐-後篇-』の第6話である。ブライアン・コグマンによって、原作『剣嵐の大地』に基づいて脚本が書かれ、アリク・サカロフが監督した。
ジョフリー王殺害の容疑でティリオンが裁判の場に出る。買収された証人が不利な証言をし、ジェイミーはティリオンを助命する取引を父タイウィンと結ぶ。だがシェイに侮辱的な証言をされたティリオンは取引を拒否し、決闘裁判を求める。スタニスはブレーヴォスの〈鉄の銀行〉に赴き、融資を得る。

## あらすじ

### 狭い海の向こう側
スタニス・バラシオン(スティーヴン・ディレイン)とダヴォス・シーワース(リアム・カニンガム)はブレーヴォスに着き、〈鉄の銀行〉のティコ・ネストリス(マーク・ゲイティス)らと面会する。ネストリスはスタニスの兵、船、そして兵糧の不足を指摘してスタニスへの融資を断る。だがダヴォスはスタニスが熟練の指揮官であり成熟した年齢であるなどの長所を語り、一方でタイウィン・ラニスターの老齢とその後継者たちの弱点を挙げて印象的な演説を行う。ダヴォスは〈鉄の銀行〉の支持と融資を勝ち取り、サラドール・サーンに翌朝出航すると言う。
ミーリーンの郊外で、ドラゴンが、農夫と息子の飼う山羊の群れを襲う。陳情の場で、農夫は焼けた山羊の骨をデナーリス(エミリア・クラーク)に見せ、デナーリスは三倍の値を支払うと約束する。次の陳情者のヒズダール・ゾ・ロラクが、デナーリスの命で磔にされた父親の遺体を埋葬する許可を求める。父親は奴隷の子を磔にすることに反対していたのだが、デナーリスの”正義”のために他の親方と共に磔にされたのだと言う。デナーリスは許可せざるを得ない。

### ドレッドフォート
ラムジー・スノウが”リーク”シオン(アルフィー・アレン)を拷問して去勢し、鉄諸島人の皮を剥いだことへの報復として、ヤーラ・グレイジョイは兵士を率いてドレッドフォートを襲撃し、猟犬と檻に閉じ込められるシオンを見つける。だがシオンは、ラムジーが自分を欺くためにヤーラを送りこんだと思いこみ、救出を拒む。自分の名を認めようともせず、自分はリークだとヤーラに言う。鉄諸島人たちは脱出を図るが、ラムジーの兵に追い詰められ、猟犬を放たれる。ヤーラは舟に戻り、シオンは死んだと部下たちに言う。翌朝、ラムジーは褒美としてリークに湯を使わせる。モウト(要塞)・ケイリンを奪取するためにシオンの助けが必要だと言い、父親の命令に従うため、リークにはかつての自分であるシオン・グレイジョイの役を演じてもらう必要があると言う。

### キングズランディング
小評議会の会合で、タイウィン・ラニスター(チャールズ・ダンス)は午後にティリオン(ピーター・ディンクレイジ)の裁判を始めると言う。 サンダー・クレゲインがリヴァーランドで見つかったとヴァリス(コンリース・ヒル)が報告すると、タイウィンは首に賞金をかけろと命令する。ヴァリスはまた、デナーリス・ターガリエンがミーリーンを征服したことを報告し、タイウィンはウェスタロス侵略を防ぐために行動を起こす。
裁判のため、ジェイミー・ラニスター(ニコライ・コスター＝ワルドー)は父タイウィンの命でティリオンに手枷を付け地下牢から玉座の間に連れ出す。トメン王は裁判に関与しないことを宣言し、代理としてタイウィン、オベリン・マーテルおよびメイス・タイレルの3人を裁判官に指名する。サー・マーリン・トラント、グランド・メイスター・パイセル、サーセイ (レナ・ヘディ)、そしてヴァリスが証人として呼ばれ、全員が告発に沿う証言を行うが、ジョフリーの悪行は口にしない。休廷中に、ジェイミーはティリオンの助命を父タイウィンに願い、そのためなら〈王の盾〉を去ってキャスタリーロックに戻りタイウィンの跡を継ぐと申し出る。タイウィンは即座に受け入れ、有罪判決が出た後、慈悲を願えば〈壁〉に行って〈冥夜の守人〉に加わることを許すと言う。
裁判に戻ったタイウィンは次の証人として、エッソスに向かったはずのシェイ(シベル・ケキリ)を召喚する。シェイは家族の復讐を求めたサンサがティリオンと共謀してジョフリーを殺したと偽証する。ティリオンの性的嗜好を暴露して、傍聴人の前でティリオンを辱める。ティリオンはシェイの証言をさえぎり、罪の告白をすると言う。〈ブラックウォーターの戦い〉で自分がスタニスの攻撃から救った傍聴人たちを恩知らずだと罵倒する。ジョフリー殺しは否定するが殺せばよかったという。タイウィンに向かい、小人に生まれたというだけで裁判にかけたと非難する。犯してもいない罪のために処刑されることを拒否し、決闘裁判で神々に運命を委ねることを要求する。

## 製作

### 脚本
原作第三部『剣嵐の大地の第66章、70章、および第五部『竜との舞踏』の第2章に基づいて、ブライアン・コグマンが脚本を書いた。スタニス・バラシオンとダヴォス・シーワースがブレーヴォスの〈鉄の銀行〉を訪ねるシーン、そしてヤーラ・グレイジョイが兵を率いてドレッドフォートを襲撃するシーンはドラマのために創作された。

## 評判

### 視聴者数
本エピソードは初回放送で640万人に視聴され、同夜の再放送はさらに110万人に視聴された。

### 賞
ピーター・ディンクレイジは2014年プライムタイム・エミー賞の助演男優賞ドラマシリーズ部門にノミネートされたため、本エピソードを提出したが受賞は逃した。
本エピソードはプライムタイム・エミー賞シングルカメラ・シリーズ部門を受賞した。　

## 参照
1. ↑  Bibel, Sara (2014年5月13日). “Sunday Cable Ratings: 'Game of Thrones' Wins Night, NBA Playoffs, 'Silicon Valley', 'Bar Rescue', 'Real Housewives of Atlanta', 'Mad Men' & More”. TV by the Numbers. 2014年5月13日閲覧。